# Ewa Pilawska
Ewa Pilawska także Ewa Olszewska-Pilawska (ur. 22 marca 1960 w Szczecinie) – teatrolog, dyrektor Teatru Powszechnego w Łodzi, dyrektor artystyczna Międzynarodowego Festiwalu Sztuk Przyjemnych i Nieprzyjemnych.

## Życiorys
Ukończyła studia na kierunku kulturoznawstwo na Uniwersytecie Łódzkim. Od 13 października 1995 roku pełni funkcję dyrektora Teatru Powszechnego w Łodzi. Wcześniej pracowała przez 6 lat na stanowisku kierownika, 3 lata jako zastępca dyrektora teatru (1992–1995).
W roku 1990 Minister Kultury i Sztuki wprowadził kategoryzację teatrów w Polsce, w której Powszechny otrzymał najniższą kategorię C. Obejmując stanowisko dyrektora Teatru Powszechnego, stanęła wobec kryzysu tej instytucji oraz groźby likwidacji. W czasie pełnienia urzędu przez Ewę Pilawską Teatr Powszechny przeszedł reformę w zakresie struktury oraz ze strony merytorycznej instytucji. Ewa Pilawska zainicjowała zmianę repertuaru, nadając scenie Teatru Powszechnego w Łodzi wyraźne oblicze artystyczne. Przeprowadziła redukcję etatów z 130 zastanych do ok. 50 osób współpracujących w danym roku na podstawie umowy o pracę z Teatrem Powszechnym w Łodzi.
W efekcie starań Ewy Pilawskiej w listopadzie 2010 roku ruszyła, współfinansowana ze środków unijnych, budowa Małej Sceny, oddanej do użytku w 2013, o którą Teatr Powszechny zabiegał ponad 60 lat.
Autorka koncepcji programowej Teatru Powszechnego w Łodzi - Teatr Blisko Ludzi, w ramach której skierowane są do widzów autorskie inicjatywy Ewy Pilawskiej: Międzynarodowy Festiwal Sztuk Przyjemnych i Nieprzyjemnych, Polskie Centrum Komedii, Teatr dla niewidomych i słabo widzących oraz projekt Dziecko w sytuacji. Wiceprezes Związku Pracodawców Unia Polskich Teatrów.

## Autorskie projekty

### Polskie Centrum Komedii[10]
- Upominając się o współczesną polską komedię Ewa Pilawska stworzyła autorski projekt Polskiego Centrum Komedii, mający na celu zainicjowanie dyskusji o miejscu i randze komedii we współczesnym świecie.
- W ramach Centrum organizowany jest cyklicznie ogólnopolski konkurs na współczesną polską komedię Komediopisanie, którego zadaniem jest zaktywizowanie twórców i zachęcenie ich do sięgnięcia po ten gatunek dramatyczny.
- Ewa Pilawska powołała również do życia działającą przy Polskim Centrum Komedii radę, w skład której wchodzą wybitni specjaliści w dziedzinie komedii: prof. Dobrochna Ratajczakowa – jedna z największych autorytetów i teoretyków w tej dziedzinie, autorka licznych publikacji poświęconych komizmowi oraz historii i teorii komedii; Juliusz Machulski – autor scenariuszy i teatralnych sztuk komediowych, oraz reżyser wielu filmowych komedii; a także Maciej Wojtyszko – reżyser teatralny i filmowy, scenarzysta i dramatopisarz. Przy ich wsparciu i doświadczeniu Polskie Centrum Komedii organizuje warsztaty i spotkania panelowe, poświęcone komediopisaniu, komedii i szeroko rozumianemu komizmowi[11].
- W 2010 roku Teatr Powszechny wydał pierwszy tom „Antologii współczesnej polskiej komedii”, zawierającej teksty, będące pokłosiem dwóch pierwszych edycji konkursu „Komediopisanie”[12]

### Międzynarodowy Festiwal Sztuk Przyjemnych i Nieprzyjemnych
Jednym z filarów aktywności Teatru Powszechnego w Łodzi jest Międzynarodowy Festiwal Sztuk Przyjemnych i Nieprzyjemnych. W dobie panującej mody na festiwale teatralne, Festiwal Sztuk Przyjemnych i Nieprzyjemnych był niejako prekursorem i jest jednym z najważniejszych festiwali w kraju. Festiwal został zapoczątkowany bez dofinansowania w formie dotacji. Przez lata zmieniał swoje oblicze, wypełniał się merytorycznie i dziś jest miejscem ważnych spotkań najwybitniejszych twórców z kraju i zagranicy.

### Teatr dla osób niewidomych i słabo widzących[14]
- „Teatr dla niewidomych i słabo widzących” to autorski projekt dyrektor Ewy Pilawskiej. Zainaugurowany został w 2005 roku wspólnie z łódzkim Okręgiem Polskiego Związku Niewidomych (we współpracy Teresą Wrzesińską). Od listopada 2005 roku zrealizowanych zostało 71 premier w ramach cyklu. Pismo „Pochodnia” (miesięcznik społeczny Związku Niewidomych) wskazał, że Teatr dla niewidomych i słabo widzących jest jedyną tego typu formą teatralną uprawianą w Polsce. Każda premiera w ramach „Teatru dla niewidomych i słabo widzących” to inscenizacja nowego tekstu - dotychczas niewystawianego na scenie Teatru Powszechnego w Łodzi. Każdą premierę poprzedza etap prób - widzowie niewidomi otrzymują spektakl stworzony specjalnie dla nich, nie jest to tylko adaptacja repertuarowej propozycji Teatru. Rytm pracy jest taki sam jak przy pracy nad tradycyjną premierą teatralną. Spektakle realizowane w ramach cyklu przygotowywane są z myślą o osobach niewidomych. Duży nacisk kładziony jest na szczegóły dźwiękowe, czytane są także wszystkie didaskalia (w każdym spektaklu pojawia się didaskaliusz, który czyta informacje na temat przestrzeni, w której rozgrywa się akcja, wyglądu). W premierach uczestniczą nie tylko osoby niewidome, ale również słabo widzące i niedowidzące, w związku z czym spektakle mają również rozbudowaną sferę choreograficzną i inscenizacyjną. Wszystkie premiery realizowane w ramach cyklu reżyseruje społecznie Ewa Pilawska. Z myślą o osobach, dla których nie wystarcza miejsc na widowni i tych, które ze względu na zły stan zdrowia lub odległość od Łodzi nie mogą uczestniczyć w prezentacjach na żywo, wspólnie z Radiem Łódź Teatr Powszechny w Łodzi przygotowuje radiowy zapis kolejnych premier. Teatr Powszechny w Łodzi regularnie odwiedzają grupy widzów niewidomych i słabo widzących nie tylko z Łodzi i regionu, ale również z całego województwa, jak i z innych województw - w szczególności wielkopolskiego i mazowieckiego.  Za projekt „Teatr dla niewidomych i słabo widzących” Ewa Pilawska otrzymała wiele nagród i odznaczeń, między innymi prezydenta Europejskiej Unii Niewidomych lorda Colina Low, Złotą Odznakę Honorową Polskiego Związku Niewidomych, Odznaczenie „Przyjaciel Niewidomych” czy tytuł „Placówka Kultury Województwa Łódzkiego”. W realizacji projektu Teatr współpracuje z Polskim Związkiem Niewidomych oraz z Łódzką Szkołą dla Słabo Widzących i Niewidomych „na Dziewanny”. Wszystkim prezentacjom w ramach cyklu towarzyszą programy teatralne, które dzięki współpracy i pomocy Biblioteki Niewidomych przygotowywane są w wersji napisanej alfabetem Braille’a[15].
- Inicjatywa ta jest wysoko ceniona w środowisku osób niewidomych i została wyróżniona m.in. przez prezydenta Europejskiej Unii Niewidomych lorda Colina Low[16].

### Dziecko w sytuacji
- Autorski cykl edukacyjny. Celem projektu jest zwrócenie uwagi na trudną sytuację dzieci i młodzieży, których los stawia wobec życiowych wyzwań. Do 2021 roku Teatr Powszechny w Łodzi zrealizował dwanaście spektakli w cyklu: Niezwykły dom Pana A., czyli skradzione dźwięki, Mój tata chce latać jak ptak, Oczy nieba, Ony, Impreza, Dziewczyna jak ta, Siedemnaście, Dotknąć pustki, Janek, król przeprowadzek, #Otagowani, Odwaga oraz Wściekły. Wszystkim spektaklom towarzyszą warsztaty i spotkania – opracowane przez Andrzeja Jakubasa – których celem jest rozwijanie wrażliwości dzieci i młodych ludzi, a także przedstawienie, w sposób przystępny dla najmłodszych oraz młodych ludzi, spraw ważnych, istotnych, często trudnych i wpływających na kształtowanie się tożsamości dorastającego człowieka[17].

## Ordery i odznaczenia
- Krzyż Kawalerski Orderu Odrodzenia Polski (18 grudnia 2019)[18]
- Złoty Krzyż Zasługi (15 sierpnia 2012)[19]
- Srebrny Krzyż Zasługi (2008)
- Srebrny Medal „Zasłużony Kulturze Gloria Artis” (9 września 2019)[20]
- Brązowy Medal „Zasłużony Kulturze Gloria Artis” (25 lutego 2014)[20]
- Medal Pro Publico Bono im. Sabiny Nowickiej (2007)[2]
- Medal Pamiątkowy z okazji 30-lecia Teatru Logos
- Odznaka „Zasłużony Działacz Kultury” (1996)
- Odznaka „Zasłużony dla Miasta Łodzi” (1998)
- Złota Odznaka Honorowa Polskiego Związku Niewidomych (2007)

Źródło:.

## Nagrody i wyróżnienia
- nagroda dyrektora Wydziału Kultury Urzędu miasta Łodzi (1996)
- tytuł Łodzianki Roku 2000 (2001)
- Nadzwyczajna „Złota Maska” za zbudowanie zespołu Teatru Powszechnego, konsekwentne budowanie repertuaru oraz stworzenie Ogólnopolskiego Festiwalu Sztuk Przyjemnych (2001)
- Specjalna Nagroda Wielkiej Kapituły Loży Przyjaciół Teatru Powszechnego w Łodzi za "budowanie kształtu i formuły teatru w działaniach takich, jak Festiwal Sztuk Przyjemnych i Nieprzyjemnych, udział w akcji Cała Polska czyta dzieciom i in." (2003)
- „Czarna Maska” - antynagroda dla dyrektorki Teatru Powszechnego w Łodzi, "która skutecznie budując rangę Festiwalu Sztuk Przyjemnych i Nieprzyjemnych, zaniedbała poziom artystyczny własnej sceny" (2005)[22]
- Nagroda Specjalna Ministra Kultury Dziedzictwa Narodowego "w uznaniu nieocenionych zasług dla kultury polskiej" (2006)[23]
- Nagroda Prezydenta Miasta Łodzi z okazji Międzynarodowego Dnia Teatru (2008)
- List gratulacyjny Zarządu Głównego Polskiego Związku Niewidomych za pracę na rzecz osób z niepełnosprawnością, w szczególności osób niewidomych i słabowidzących (2009)[24]
- Energia Kultury 2015 - tytuł „Człowiek Kultury 2015 roku” (2015)
- tytuł Łodzianki Roku 2017 w plebiscycie Radia Łódź (2018)[25]
- I miejsce w konkursie „Idol Środowiska 2023” (2023)[26]
- wyróżnienie w rankingu 100 Polek, organizowanym przez miesięcznik „Pani”
- wyróżnienie w ramach plebiscytu Gazety Wyborczej – 15 Łodzian na 15-lecie, uznana za jedną z najbardziej wpływowych osób ostatniego 15-lecia
- wyróżnienie prezydenta Europejskiej Unii Niewidomych lorda Colina Low za inicjatywę Teatr Czytany dla niewidomych i słabo widzących[1]

Źródło:.

## Premiery zrealizowane w Teatrze Powszechnym w Łodzi za dyrekcji Ewy Pilawskiej
- Antoine de Saint-Exupery Mały Książę – reż. Cezary Domagała, 9 grudnia 1995
- Ronald Harwood Odbita sława – reż. Marcin Sławiński, 17 lutego 1996
- Siemion Złotnikow, Przyszedł mężczyzna do kobiety – reż. Jacek Orłowski, premiera 16 marca 1996
- Kitty – recital Gabrieli Muskały, reż. Marian Półtoranos, maj 1996
- Neil Simon Obiecanki cacanki – reż. reż. Wojciech Adamczyk, premiera 22 czerwca 1996
- Kazimierz Moczarski Rozmowy z katem – reż. Rafał Sabała, premiera 11 października 1996
- L. Frank Baum Czarodziej z Oz – reż. Janina Niesobska, premiera 24 października 1996
- Edward Taylor Pomysł na morderstwo – reż. Marcin Sławiński, premiera 8 listopada 1996
- Gabriela Zapolska Skiz – premiera 12 grudnia 1996
- Paul King O co biega? – reż. Marcin Sławiński, premiera 25 stycznia 1997
- Thorton Wilder Nasze miasto – reż. reż. Wojciech Adamczyk, premiera 21 marca 1997
- Stanisław Ignacy Witkiewicz W małym dworku – reż. Rafał Sabara, premiera 21 września 1997
- Gabriela Zapolska Moralność pani Dulskiej – reż. Agnieszka Glińska, premiera 9 listopada 1997
- Maksym Gorki Letnicy przedstawienie dyplomowe Wydziału Aktorskiego PWSFTViT – reż. Jacek Orłowski, premiera 23 listopada 1997
- Przeboje kabaretowe. Wieczór I – reż. Lena Szurmiej, premiera 21 lutego 1998 (premiera prasowa 18 kwietnia 1998)
- Juliusz Słowacki Balladyna – reż. Wojciech Adamczyk, premiera 27 marca 1998
- Coline Serreau Królik Królik - reż. Eugeniusz Korin, premiera 23 maja 1998
- Mikołaj Gogol Gracze – reż. Jacek Orłowski, premiera 3 października 1998
- Kocham Paryż. Przeboje kabaretowe. Wieczór II – reż. Jerzy Bielunas, premiera 9 stycznia 1999
- Molier Skąpiec – reż. Artur Tyszkiewicz, premiera 24 lutego 1999
- Paul Portner Szalone nożyczki – reż. Marcin Sławiński, prapremiera polska 27 marca 1999
- Aleksander Fredro Damy i huzary – reż. Agnieszka Glińska, premiera 15 stycznia 2000
- Bruno Castan Piękna z laguny – reż. Wojciech Adamczyk, premiera 29 kwietnia 2000
- Michael Frayn Czego nie widać – reż. Eugeniusz Korin, premiera 16 września 2000
- Rany julek, czyli Tuwim wstawiony – reż. Marek Pacuła, premiera 13 października 2000
- Aleksander Fredro Zemsta – reż. Marcin Sławiński, premiera 17 lutego 2001
- Witold Gombrowicz Ferdydurke – reż. Waldemar Śmigasiewicz, premiera 22 września 2001
- Samuel Bekett Końcówka Scena Inicjatyw Artystycznych – reż. Krzysztof Bauman, premiera 7 listopada 2001
- Johnnie Mortimer & Brian Cooke Kiedy kota nie ma… - reż. Wojciech Adamczyk, premiera 9 marca 2002
- Yasmina Reza Sztuka – reż. Rafał Sabara, premiera 11 maja 2002
- Ken Ludwig Pół żartem pół sercem – reż. Marcin Sławiński, prapremiera 9 listopada 2002
- Dwanaście godzin z życia kobiety – reż. Andrzej Poniedzielski, premiera 7 grudnia 2002
- Krzysztof Bizio Lament - reż. Tomasz Man, prapremiera 8 lutego 2003
- Kornel Makuszyński Szatan z siódmej klasy – reż. Józef Skwark, premiera 10 maja 2003
- Marian Hemar Piękna Lucynda – reż. Eugeniusz Korin, premiera 27 września 2003
- Petr Zelenka Opowieści o zwyczajnym szaleństwie – reż. Waldemar Śmigasiewicz, premiera 4 kwietnia 2004
- Małe miasteczka – reż. Zbigniew Szczapiński, premiera 22 maja 2004
- Georg Kreisler Dziś wieczorem: Lola Blau, spektakl powstał w ramach Festiwalu Dialogu Czterech Kultur – reż. Andrzej Ozga, premiera 5 września 2004
- Andrzej Saramonowicz Testosteron – reż. Norbert Rakowski, premiera 25 września 2004
- Richard Harris Lekcje stepowania – reż. Krystyna Janda, prapremiera polska 25 kwietnia 2005
- Aleksander Fredro Śluby panieńskie – reż. Marcin Sławiński, premiera 1 października 2005
- Bernard Slade Za rok o tej samej porze – spektakl z cyklu Teatr dla niewidomych i słabo widzących – reż. Ewa Pilawska, premiera: listopad 2005
- Tomek Sawyer – trzeba umieć sobie radzić - reż. Piotr Ziniewicz, premiera 26 listopada 2005
- Bernard Slade Po latach o tej samej porze, spektakl z cyklu Teatr dla niewidomych i słabo widzących – reż. Ewa Pilawska, premiera 8 lutego 2006
- Adam Long, Daniel Singer, Jess Winfield Dzieła wszystkie Szekspira – reż. Włodzimierz Kaczkowski, premiera 12 marca 2006
- Bohumił Hrabal Miasteczko, w którym czas się zatrzymał – reż. Małgorzata Bogajewska, premiera 29 kwietnia 2006
- Zabawa w życie - reż. William Hall, premiera 28 maja
- Eric Chappel Samotne serca, spektakl z cyklu Teatr dla niewidomych i słabo widzących – reż. Ewa Pilawska, premiera 7 czerwca 2006
- Pamiętajcie o ogrodach czyli rozważania na dworcu w oparciu o teksty Jonasza Kofty, reż. Julia Wernio, premiera 9 września 2007, scena kabaretowa
- Geralda Sibleyras Napis, reż. Waldemar Śmigasiewicz, 22 października 2006
- Marc Camoletti Weekend na farmie, spektakl z cyklu Teatr dla niewidomych i słabo widzących – reż. Ewa Pilawska, premiera 25 października 2006
- Ray Cooney Jeszcze jedne do puli?!, reż. Tomasz Dutkiewicz, premiera 27 stycznia 2007
- Pierre Sauvil Miłość i polityka, spektakl z cyklu Teatr dla niewidomych i słabo widzących – reż. Ewa Pilawska, premiera 20 lutego 2007
- Marek Modzelewski Imieniny, reż. Marcin Sławiński, premiera 31 marca 2007
- Pam Valentine Przyjazne dusze, spektakl z cyklu Teatr dla niewidomych i słabo widzących – reż. Ewa Pilawska, premiera 25 kwietnia 2007
- Ptasie radio - widowisko sceniczne połączone licytacją na rzecz Fundacji Krwinka, reż. Ewa Pilawska, premiera 1 czerwca 2007
- Eric Chappell Życie szkodzi zdrowiu, spektakl z cyklu Teatr dla niewidomych i słabo widzących – reż. Ewa Pilawska,premiera 27 czerwca 2007
- Bohumil Hrabal Wesela w domu – reż. Katarzyna Raduszyńska, premiera 7 października 2007.
- Kabaret…wieczór ósmy- reż. Marek Pacuła, premiera 9 listopada 2007
- Anne Marie Etienne Przyszłości nie da się zmienić, spektakl z cyklu Teatr dla niewidomych i słabo widzących – reż. Ewa Pilawska, premiera 12 grudnia 2007
- Robin Hawdon Wieczór kawalerski – reż. Marcin Sławiński, premiera 6 stycznia 2008
- Eric Chapell Samotne serca - reż. Tomasz Dutkiewicz, premiera 2 lutego 2008
- Matei Visniec Zatrudnimy starego klauna – reż. Justyna Celeda, premiera 25 kwietnia 2008
- Francis Veber Plotka – reż. Norbert Rakowski, premiera 17 maja 2008
- Dawid Mamet Przerżnąć sprawę, spektakl z cyklu Teatr dla niewidomych i słabo widzących – reż. Ewa Pilawska, premiera 22 października 2008
- Dominik W. Rettinger Psychoterapolityka – reż. Marcin Sławiński, premiera 8 listopada 2008.
- Paweł Mossakowski Roszada – spektakl z cyklu Teatr dla niewidomych i słabo widzących – reż. Ewa Pilawska, premiera 26 listopada 2008
- Juliusz Machulski Next-ex – reż. Justyna Celeda, premiera 25 stycznia 2009
- Poezje Karola Wojtyły Miłość mi wszystko wyjaśnia - spektakl z cyklu Teatr dla niewidomych i słabo widzących – reż. Ewa Pilawska, premiera 2 kwietnia 2009
- Paweł Mossakowski Roszada – reż. Maciej Wojtyszko, Paweł Aigner, premiera 25 kwietnia 2009
- Joan Didion Rok magicznego myślenia – spektakl z cyklu Teatr dla niewidomych i słabo widzących – reż. Ewa Pilawska, premiera 14 maja 2009
- Cezary Harasimowicz Nigdy nie zakocham się - spektakl z cyklu Teatr dla niewidomych i słabo widzących – reż. Ewa Pilawska, premiera 23 czerwca 2009
- Według książki Johna Buchana i filmu Alfreda Hitchcocka. Adaptacja – Patrick Barlow według pomysłu Simona Corble’a i Nobby’ego Dimona 39 stopni – reż. Jarosław Staniek, Jerzy Jan Połoński, premiera 10 października 2009
- Peter Quilter Duety – spektakl z cyklu Teatr dla niewidomych i słabo widzących – reż. Ewa Pilawska, premiera 28 października 2009
- Peter Quilter Duety II – spektakl z cyklu Teatr dla niewidomych i słabo widzących – reż. Ewa Pilawska, premiera 25 listopada 2009
- Alan Ayckbourn, Niezwykły dom pana A czyli skradzione dźwięki – spektakl z cyklu Teatr dla niewidomych i słabo widzących – reż. Ewa Pilawska, premiera 17 grudnia 2009
- Wojciecha Tomczyka Komedia romantyczna – reż. Marcin Sławiński, prapremiera 30 stycznia 2010
- Francis Veber Kolacja dla głupca – reż. Paweł Aigner, premiera 27 lutego 2010
- Juliusz Machulski Matka brata mojego syna – spektakl z cyklu Teatr dla niewidomych i słabo widzących – reż. Ewa Pilawska, premiera 18 marca 2010
- Przemysława Jurka Kochanowo i okolice – reż. Aldony Figury, prapremiera 16 maja 2010
- Marc Camoletti Weekend na wsi – spektakl z cyklu Teatr dla niewidomych i słabo widzących – reż. Ewa Pilawska, premiera 30 czerwca 2010
- Juliusz Machulski Matka brata mojego syna – reż. Adam Wojtyszko, prapremiera 23 października 2010
- Bez tytułu utwór napisany przez uczestników warsztatów dramaturgicznych, spektakl z cyklu Teatr dla niewidomych i słabo widzących – reż. Ewa Pilawska, premiera 25 października 2010
- Barry Creyton Podwójny akt– spektakl z cyklu Teatr dla niewidomych i słabo widzących – reż. Ewa Pilawska, premiera 15 grudnia 2010
- Yasmina Reza Bóg mordu – reż. Katarzyna Kalwat, premiera 15 stycznia 2011
- Marc Camoletti, Weekend na wsi – reż. Jarosław Staniek, Jerzy Jan Połoński, premiera 16 kwietnia 2011
- Anne Downie, Kobieta – spektakl z cyklu Teatr dla niewidomych i słabo widzących – reż. Ewa Pilawska, premiera 11 maja 2011
- Fred Apke, Letnisko – reż. Bartosz Zaczykiewicz, premiera 28 maja 2011
- Robert Brutter, Kantata na cztery skrzydła – spektakl z cyklu Teatr dla niewidomych i słabo widzących – reż. Ewa Pilawska, premiera 15 czerwca 2011
- Aleksandra Więcka, Molier w pudełku – reż. Piotr Lauks, premiera 12 października 2011
- Jarosław Jakubowski, Życie – reż. Paweł Aigner, premiera 22 października 2011
- Juliusz Machulski, Brancz – spektakl z cyklu Teatr dla niewidomych i słabo widzących – reż. Ewa Pilawska, premiera 30 listopada 2011
- Jerzy Pilch, Marsz Polonia – reż. Jacek Głomb, premiera 21 stycznia 2012
- Peter Quilter, Następnego dnia rano – spektakl z cyklu Teatr dla niewidomych i słabo widzących – reż. Ewa Pilawska, premiera 26 kwietnia 2012
- Ray Cooney, Mayday 2 – reż. Marcin Sławiński, premiera 21 kwietnia 2012
- Wojciech Kuczok, Spiski – reż. Jerzy Jan Połoński, Jarosław Staniek, premiera 20 października 2012
- Oliver Cotton, Scena na wypadek deszczu – reż. Waldemar Raźniak, premiera 12 stycznia 2013
- Krzysztof Jaroszyński, Roma i Julian - spektakl z cyklu Teatr dla niewidomych i słabo widzących – reż. Ewa Pilawska, premiera 31 stycznia 2013
- Agnieszka Jakimiak, Artyści prowincjonalni – reż. Weronika Szczawińska, premiera 8 marca 2013
- Elfriede Jelinek, Podróż zimowa – reż. Maja Kleczewska, premiera 23 marca 2013 (koprodukcja Teatru Powszechnego w Łodzi i Teatru Polskiego w Bydgoszczy)
- Julia Holewińska, Rewolucja balonowa - spektakl z cyklu Teatr dla niewidomych i słabo widzących – reż. Ewa Pilawska, premiera 17 kwietnia 2013
- Liz Lochhead, Dobre rzeczy, reż. Justyna Celeda, premiera 25 maja 2013
- Alan Ayckbourn, Niezwykły dom Pana A., czyli skradzione dźwięki, koncepcja reżyserska: Ewa Pilawska, reż. Arkadiusz Wójcik, Andrzej Jakubas, premiera 1 czerwca 2013
- Simon Williams, Nikt nie jest doskonały – spektakl z cyklu Teatr dla niewidomych i słabo widzących – reż. Ewa Pilawska, premiera 5 czerwca 2013
- Marc Camoletti, Boeing, Boeing, reż. Giovanny Castellanos, premiera 13 września 2013
- Tu-wim, scenariusz i reżyseria Jerzy Jan Połoński, reżyseria i choreografia Jarosław Staniek, prapremiera 5 października
- Michał Walczak, Boski romans - spektakl z cyklu Teatr dla niewidomych i słabo widzących – reż. Ewa Pilawska, premiera 13 listopada 2013
- Maciej Wojtyszko, Wznowienie - spektakl z cyklu Teatr dla niewidomych i słabo widzących - reż. Ewa Pilawska, premiera 11 grudnia 2013
- Robin Hawdon, Noc w Prowansji - spektakl z cyklu Teatr dla niewidomych i słabo widzących - reż. Ewa Pilawska, premiera 19 lutego 2014
- Piotr Bulak, Uwolnić karpia, reż. Krystyna Meissner, prapremiera 16 marca 2014
- Mars: Odyseja, reż. Paweł Miśkiewicz, dramaturgia Paweł Miśkiewicz, Damian Dąbek, prapremiera: 29 marca 2014
- David Almond, Mój tata chce latać jak ptak - spektakl z cyklu Teatr dla niewidomych i słabo widzących - reż. Ewa Pilawska, premiera 9 kwietnia 2014
- Eric Elice, Roger Rees Sobowtór - spektakl z cyklu Teatr dla niewidomych i słabo widzących - reż. Ewa Pilawska, premiera 14 maja 2014
- Florian Zeller, Prawda, reż. Marcin Sławiński, premiera 31 maja 2014
- David Almond, Mój tata chce latać jak ptak, reż. Ewa Pilawska i Andrzej Jakubas (twórca autorskich warsztatów), premiera 15 czerwca 2014
- Romain Gary, Obietnica poranka - spektakl z cyklu Teatr dla niewidomych i słabo widzących  - reż. Ewa Pilawska, premiera 25 czerwca 2014
- Czad, pomysł i wykonanie Aleksandra Listwan, reż. Ula Kijak, premiera 28 czerwca 2014
- Ray Cooney, Hotel Minister, reż. Giovanny Castellanos, premiera 11 października 2014
- John Chapman, Proszę zejść ze sceny - spektakl z cyklu Teatr dla niewidomych i słabo widzących - reż. Ewa Pilawska, premiera 15 października 2014
- Francis Veber, Najdroższy, spektakl z cyklu Teatr dla niewidomych i słabo widzących - reż. Ewa Pilawska, premiera 3 grudnia 2014
- Maciej Wojtyszko, Rycerz Niezłomny, albo niewola księżniczki Parekselencji, spektakl z cyklu Teatr dla niewidomych i słabo widzących - reż. Ewa Pilawska, premiera 17 grudnia 2014
- Oś, reż. Filip Gieldon, prapremiera 21 lutego 2015
- Molier, Szkoła żon, reż., opracowanie tekstu Janusz Wiśniewski, premiera 14 marca 2015
- Maciej Karpiński, Maciej Wojtyszko, Wytwórnia piosenek, reż. Maciej Wojtyszko, Adam Wojtyszko, prapremiera 11 kwietnia 2015
- Malina Prześluga, Stopklatka, reż. Jakub Zubrzycki. premiera: 24 kwietnia 2015
- Robin Hawdon, Zakochajmy się, spektakl z cyklu Teatr dla niewidomych i słabo widzących - reż. Ewa Pilawska, premiera 29 kwietnia 2015
- David Almond, Oczy nieba, spektakl z cyklu Teatr dla niewidomych i słabo widzących - reż. Ewa Pilawska, premiera 20 maja 2015
- Juliusz Machulski, Brancz, reż. Michał Siegoczyński, prapremiera: 30 maja 2015
- David Almond, Oczy nieba, reż. Ewa Pilawska i Andrzej Jakubas (twórca autorskich warsztatów), prapremiera: 13 czerwca 2015
- Florian Zeller, Godzina spokoju, spektakl z cyklu Teatr dla niewidomych i słabo widzących - reż. Ewa Pilawska, premiera 23 września 2015
- Ger Thijs, Pocałunek, spektakl z cyklu Teatr dla niewidomych i słabo widzących - reż. Ewa Pilawska, premiera 28 października 2015
- Ray Cooney, Wszystko w rodzinie, spektakl z cyklu Teatr dla niewidomych i słabo widzących - reż. Ewa Pilawska, premiera 25 listopada 2015
- Marta Guśniowska, Ony, spektakl z cyklu Teatr dla niewidomych i słabo widzących - reż. Ewa Pilawska, premiera 9 grudnia 2015
- Marc Camoletti, Pomoc domowa, reż. Jakub Przebindowski, premiera: 16 stycznia 2016
- Matjaž Zupančič, Vladimir, reż. Kuba Zubrzycki, premiera: 6 lutego 2016
- Marta Guśniowska, Ony, reż. Ewa Pilawska i Andrzej Jakubas (twórca autorskich warsztatów), premiera: 28 lutego 2016
- William Shakespeare, Miarka za miarkę, reż. Paweł Szkotak, premiera: 16 kwietnia 2016
- Radosław Paczocha, Tango Łódź, reż. Adam Orzechowski, prapremiera: 24 kwietnia 2016
- John Retellack, Impreza, spektakl z cyklu Teatr dla niewidomych i słabo widzących - reż. Ewa Pilawska, premiera 11 maja 2016
- John Retallack, Impreza, reż. Ewa Pilawska, Jarosław Staniek i Andrzej Jakubas (twórca autorskich warsztatów), prapremiera 11 czerwca 2016
- Edward Taylor, Żona potrzebna od zaraz, spektakl z cyklu Teatr dla niewidomych i słabo widzących – reż. Ewa Pilawska, premiera 21 czerwca 2016
- Christopher Durang, Zwariowana terapia, spektakl z cyklu Teatr dla niewidomych i słabo widzących - reż. Ewa Pilawska, premiera 19 października 2016
- William Boyd, Punkt widzenia, spektakl z cyklu Teatr dla niewidomych i słabo widzących - reż. Ewa Pilawska, premiera 23 listopada 2016
- Francis Veber, Co ja panu zrobiłem, Pignon, spektakl z cyklu Teatr dla niewidomych i słabo widzących - reż. Ewa Pilawska, premiera 8 grudnia 2016
- Edward Taylor, Żona potrzebna od zaraz, reż. Jakub Przebindowski, premiera 14 stycznia 2017
- Joe Di Pietro, Kłamstewka, spektakl z cyklu Teatr dla niewidomych i słabo widzących - reż. Ewa Pilawska, premiera 23 lutego 2017
- Stephen Sachs, Arcydzieło na śmietniku, reż. Justyna Celeda, prapremiera 20 maja 2017
- Evan Placey, Dziewczyna jak ta, spektakl z cyklu Teatr dla niewidomych i słabo widzących - reż. Ewa Pilawska, premiera 24 maja 2017
- Evan Placey, Dziewczyna jak ta, reż. Ewa Pilawska i Andrzej Jakubas (twórca autorskich warsztatów), prapremiera 8 czerwca 2017
- Wojciech Bruszewski, Dryl, reż. Marta Streker, prapremiera 24 czerwca 2017
- Sèbastien Thièry, Kasta la Vista, spektakl z cyklu Teatr dla niewidomych i słabo widzących - reż. Ewa Pilawska, premiera 19 października 2017
- Gérald Sibleyras, Taniec albatrosa, spektakl z cyklu Teatr dla niewidomych i słabo widzących - reż. Ewa Pilawska, premiera 22 listopada 2017
- Marta Guśniowska, A niech to gęś kopnie!, spektakl z cyklu Teatr dla niewidomych i słabo widzących ' - reż. Ewa Pilawska, premiera 6 grudnia 2017
- Ray Cooney, Wszystko w rodzinie, reż. Giovanny Castellanos, premiera 31 grudnia 2017
- Paweł Mościcki, Hannah Arendt: Ucieczka, koprodukcja z Komuną Warszawa, reż. Grzegorz Laszuk, prapremiera: 16 marca 2018
- Michał Siegoczyński, lovebook, reż. Michał Siegoczyński, prapremiera: 25 marca 2018
- Zbigniew Herbert, Siódmy anioł, reż. Maciej Wojtyszko, prapremiera: 21 kwietnia 2018
- Matthew Whittet, Siedemnaście, spektakl z cyklu Teatr dla niewidomych i słabo widzących - reż. Ewa Pilawska, premiera 17 maja 2018
- Matthew Whittet, Siedemnaście, reż. Ewa Pilawska i Andrzej Jakubas (twórca autorskich warsztatów), prapremiera: 7 czerwca 2018
- Clément Michel, Tydzień, nie dłużej, spektakl z cyklu Teatr dla niewidomych i słabo widzących - reż. Ewa Pilawska, premiera 26 września 2018
- Niepodległa, reż. Małgorzata Goździk i Arkadiusz Wójcik, prapremiera: 15 października 2018
- Miniatura teatralna zrealizowana na Bra Day 2019, koncepcja reżyserska: Ewa Pilawska, reżyseria: Jakub Przebindowski, prapremiera: 19 października 2018
- Gérald Sibleyras, Taniec albatrosa, reż. Marcin Sławiński, premiera: 10 listopada 2018
- Rich Orloff, Naga prawda, spektakl z cyklu Teatr dla niewidomych i słabo widzących - reż. Ewa Pilawska, premiera 28 listopada 2018
- Mark Crawford, Manewry weselne, reż. Jakub Przebindowski, prapremiera: 12 stycznia 2019
- Radosław Paczocha, Ferragosto, reż. Adam Orzechowski, prapremiera: 17 marca 2019
- Przemysław Pilarski, Wracaj, reż. Anna Augustynowicz, prapremiera: 29 marca 2019
- Niepodległa. Miasto, reż. Małgorzata Goździk i Arkadiusz Wójcik, prapremiera: 6 kwietnia 2019
- David Greig, Dotknąć pustki, spektakl z cyklu Teatr dla niewidomych i słabo widzących - reż. Ewa Pilawska, premiera 30 maja 2019
- David Greig, Dotknąć pustki, reż. Ewa Pilawska i Andrzej Jakubas (twórca autorskich warsztatów), prapremiera: 7 czerwca 2019
- Krzysztof Kędziora, Wykapany zięć, reż. Paweł Szkotak, prapremiera: 21 września 2019
- Florian Zeller, Kłamstwo, spektakl z cyklu Teatr dla niewidomych i słabo widzących - reż. Ewa Pilawska, premiera 25 września 2019
- Carles Alberola, Przystojniaczek, spektakl z cyklu Teatr dla niewidomych i słabo widzących - reż. Ewa Pilawska, premiera: 20 listopada 2019
- Michał Siegoczyński, Najpierw kochaj, potem strzelaj, reż. Michał Siegoczyński, prapremiera: 25 stycznia 2020
- Paco Bezerra, Jednorożec, reż. Adam Orzechowski, premiera: 7 marca 2020
- Pomoc domowa radzi - internetowy serial teatralny (emisja 29 premierowych odcinków raz w tygodniu - w każdy czwartek od 26 marca 2020 do 22 października 2020)
- David S. Craig, Janek, król przeprowadzek, spektakl z cyklu Teatr dla niewidomych i słabo widzących - reż. Ewa Pilawska, premiera na żywo na antenie Radia Łódź - 15 lipca 2020 r.
- David S. Craig, Janek, król przeprowadzek, reż. Ewa Pilawska i Andrzej Jakubas (twórca autorskich warsztatów), prapremiera 23 września 2020 r.
- Antoni Słonimski, Rodzina, reż. Wojciech Malajkat, premiera online: 18 i 19 grudnia 2020 r.
- Dave Deveau, #Otagowani, spektakl z cyklu Teatr dla niewidomych i słabo widzących - reż. Ewa Pilawska, prapremiera na żywo na antenie Radia Łódź - 29 kwietnia 2021 r.
- Dave Deveau, #Otagowani, reżyseria (społecznie) - Ewa Pilawska, prapremiera online - 12 maja 2021 r.
- Dobra zmiana, scenariusz i reżyseria - Jakub Przebindowski, prapremiera - 22 maja 2021 r.
- Tańczący z gwiazdami, scenariusz i reżyseria - Michał Walczak, prapremiera - 29 maja 2021 r.
- Chciałem być, scenariusz i reżyseria - Michał Siegoczyński, prapremiera - 11 września 2021 r.
- Jaś Kapela, Hanna M. Zagulska, Odwaga, adaptacja i reżyseria (społecznie) - Ewa Pilawska, twórca autorskich warsztatów - Andrzej Jakubas; 69. premiera Teatru dla niewidomych i słabo widzących - 1 grudnia 2021 r. (transmisja online); prapremiera z udziałem publiczności na żywo - 2 grudnia 2021 r.
- Antoni Słonimski, Rodzina, reż. Wojciech Malajkat, premiera z udziałem publiczności: 18 i 19 grudnia 2021 r.
- Juliusz Machulski, Atrament. Wczoraj. Żyrafa, reżyseria: Paweł Szkotak, prapremiera: 12 marca 2022 r.
- Imagine, scenariusz: Krystian Lupa i kreacja zbiorowa aktorów, reżyseria: Krystian Lupa, koprodukcja z Teatrem Powszechnym w Warszawie, prapremiera: 23 kwietnia 2022 r. w Teatrze Powszechnym w Łodzi
- Radosław Paczocha, Maria, reżyseria: Adama Orzechowski, prapremiera: 14 maja 2022 r.
- Michele Riml, Wściekły, spektakl z cyklu Teatr dla niewidomych i słabo widzących - reż. Ewa Pilawska, premiera: 6 czerwca 2022 r.
- Michele Riml, Wściekły, reż. Ewa Pilawska, twórca autorskich warsztatów: Andrzej Jakubas, prapremiera polska 7 czerwca 2022 r.
- Marek Modzelewski, Kto chce być Żydem?, reżyseria: Jacek Braciak, premiera: 1 października 2022 r.
- Pierre Palmade i Christophe Duthuron, Uciekinierki, spektakl z cyklu Teatr dla niewidomych i słabo widzących - reżyseria (społecznie): Ewa Pilawska, premiera: 22 listopada 2022 r.
- Paolo Costella, Na całe życie, reżyseria: Wojciech Malajkat, prapremiera: 14 stycznia 2023 r.